# Drusus der Jüngere

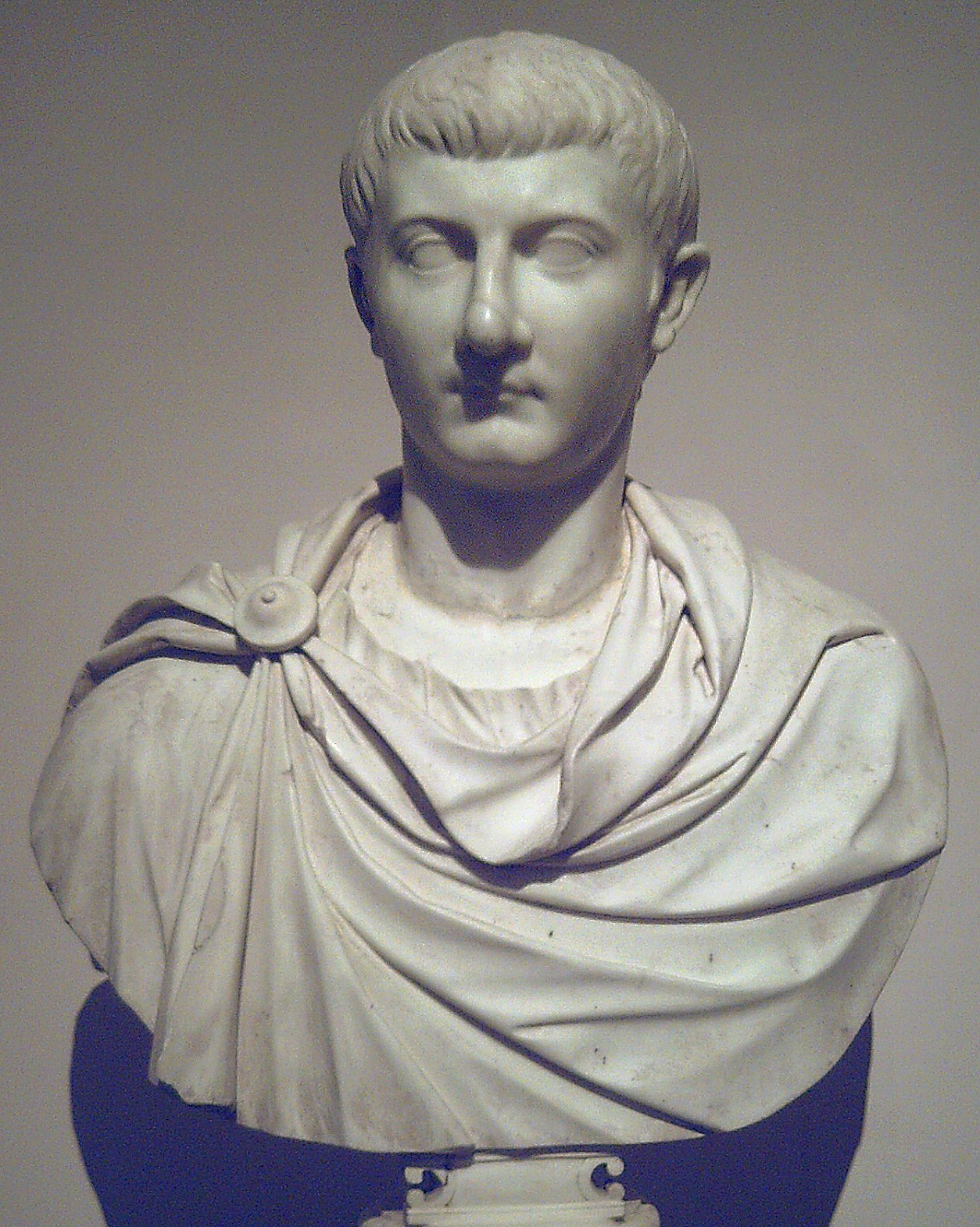
Büste von Drusus dem Jüngeren (Prado, Madrid)

Nero Claudius Drusus (zur Unterscheidung von seinem Onkel Drusus Drusus minor „Drusus der Jüngere“ genannt; * um 15 v. Chr.; † 1. Juli 23) war der einzige Sohn des römischen Kaisers Tiberius und dessen erster Frau, Vipsania Agrippina. Nach der Adoption seines Vaters durch Augustus (4 n. Chr.) hieß er Drusus Iulius Caesar.

## Leben
Drusus war seit 4 oder 5 n. Chr. mit seiner Cousine Livilla verheiratet, der eben erst verwitweten Frau von Augustus’ verstorbenem Enkel und designiertem Nachfolger Gaius Caesar. Ihre Tochter Livia Julia wurde kurz nach der Eheschließung geboren.
In militärischer wie in politischer Hinsicht hatte Drusus einiges Talent. Im Jahr 13 wurde er ständiges Mitglied des römischen Senatskomitees, das Augustus für die laufenden Geschäfte des Senats gegründet hatte. Da Drusus nur zum claudischen Zweig der kaiserlichen Familie gehörte, nicht aber zum julischen Zweig, drängte Augustus Tiberius, seinen Neffen Germanicus zu adoptieren und zum Erben zu ernennen und damit seinen Sohn Drusus von der Thronfolge auszuschließen. Während Tiberius seinen eigenen Sohn als möglichen Nachfolger favorisierte, bevorzugte ein Großteil des Hofes Germanicus und dessen Frau Agrippina, die sie als Abkömmlinge von Marcus Antonius und Augustus selbst für höherrangig ansahen als den von dem eques Atticus abstammenden Drusus.
Im Jahr 14, nach dem Tod des Augustus, unterdrückte Drusus den Aufstand der Legionen in Pannonien. Dafür wurde ihm 16 gemeinsam mit Germanicus eine Ovatio bewilligt. Auch auf Münzen sind beide gemeinsam abgebildet. Im Jahr 15 wurde er Konsul, in den Jahren 17 bis 20 dann Gouverneur von Illyricum.
Erst im Jahr 19 gebar Livilla noch einmal Kinder, die Zwillinge Tiberius Gemellus und Germanicus Gemellus, von denen aber nur Tiberius die Kindheit überlebte. Tiberius sah in der Geburt seiner Enkel die Hoffnung auf eine eigene Dynastie gesichert. Es wurden daher auch Münzen mit Drusus und seinen Zwillingen geprägt. Die Germanicus-Anhänger dagegen sahen laut Tacitus in der Geburt von gleich zwei direkten Nachkommen des Tiberius einen Grund zu Trauer und Sorge. Als im gleichen Jahr Germanicus starb, verdächtigte seine Witwe Tiberius, ihren Mann vergiftet zu haben, um Drusus zum einzigen Thronfolger zu machen.
Im Jahr 21 war er erneut Konsul, im darauf folgenden Jahr erhielt er die tribunicia potestas, wodurch er offiziell zum Thronerben und Mitregenten bestimmt wurde. Tiberius zog sich zunehmend zurück und überließ seinem Sohn die Regierung. Damit setzte er ihn aber der Konkurrenz des Prätorianerpräfekten Seianus aus. Bereits vor der Geburt der Zwillinge hatte Livilla angeblich ein Verhältnis mit Seianus. Laut Tacitus hatte Seianus sie gezielt verführt, um sich für einen Faustschlag zu rächen, den Drusus ihm in einem Zornausbruch versetzt hatte. Er überzeugte Livilla von der Notwendigkeit, ihren Gatten zu vergiften, um Tiberius stürzen zu können. Drusus starb tatsächlich im Jahr 23. Seianus streute Gerüchte aus, Drusus habe seinen Vater während einer gemeinsamen Mahlzeit vergiften wollen. Da er Tiberius jedoch gewarnt habe, habe der Kaiser die Becher vertauscht. Tiberius, der laut Sueton keine enge väterliche Beziehung zu ihm hatte, trauerte angeblich nicht um ihn, ließ ihn aber unter großem Pomp beisetzen. Dass Seianus versuchte, die Witwe Livilla zu heiraten, verbot Tiberius.
Die Wahrheit über Drusus’ Tod kam erst im Jahr 31 nach Seianus’ Sturz  durch dessen Frau Apicata ans Licht: Seianus hatte ihn vergiften lassen. Livilla und die angeblichen Mitwisser wurden hingerichtet, auch vollkommen Unbeteiligte.

## Rezeption
Im Roman Ich, Claudius von Robert Graves wird Drusus auch Castor genannt.